# Coppa del Portogallo 1993-1994 (hockey su pista)
La Coppa del Portogallo 1993-1994 è stata la 21ª edizione della principale coppa nazionale portoghese di hockey su pista. La competizione si è conclusa il 26 giugno 1994. Il trofeo è stato conquistato dal Benfica per l'ottava volta nella sua storia superando in finale lo Sporting CP.

## Risultati

### Ottavi di finale
| Squadra 1      | Risultato | Squadra 2      |
| -------------- | --------- | -------------- |
| Sporting Tomar | 1 - 6     | Benfica        |
| Seixal         | 3 - 4     | Sporting CP    |
| Sanjoanense    | 6 - 7     | Vilafranquense |
| Bom Sucesso    | 1 - 3     | Parede         |
| Valongo        | 12 - 1    | Cucujaes       |
| Alcobacense    | 4 - 3     | Oeiras         |
| Porto          | 12 - 2    | Santa Cruz     |
| Barcelos       | 13 - 2    | Turquel        |

### Quarti di finale
| Squadra 1   | Risultato | Squadra 2      |
| ----------- | --------- | -------------- |
| Sporting CP | 8 - 7     | Barcelos       |
| Benfica     | 8 - 4     | Valongo        |
| Parede      | 1 - 8     | Porto          |
| Alcobacense | ? - ?     | Vilafranquense |

### Semifinali
| Squadra 1   | Risultato | Squadra 2      |
| ----------- | --------- | -------------- |
| Sporting CP | 17 - 4    | Vilafranquense |
| Benfica     | 8 - 5     | Porto          |

### Finale
| Angra do Heroísmo 26 giugno 1994 | Benfica | 11 – 3 | Sporting CP |  |